# فرودگاه کورکوران
فرودگاه کورکوران (به انگلیسی: Corcoran Airport) یک فرودگاه همگانی بهره‌برداری هوایی با کد یاتا CRO است که یک باند فرود آسفالت دارد و طول باند آن ۱۱۵۸ متر است. این فرودگاه در شهر کورکوران، کالیفرنیا کشور ایالات متحده آمریکا قرار دارد و در ارتفاع ۶۰ متری از سطح دریا واقع شده‌است.